# Campeonato Paranaense de Futebol de 1920
O Campeonato Paranaense de 1920 foi a sexta edição do campeonato estadual, foi composto por sete equipes, onde, pela terceira vez o Britânia Sport Club foi campeão, conquistando o primeiro tri-campeonato do estado, sobre o Coritiba Foot Ball Club pela segunda vez, o torneio teve pela terceira vez também o artilheiro Joaquim Martim do Britânia SC, com nove gols, e só foi finalizado em 1921. O Campeonato teve a realização do 3° torneio início com a vitória do Coritiba.  
O Savóia juntou-se ao Água Verde para disputar o campeonato, não sendo diferente pois o América já tinha-se juntado ao Paraná Sport Club em outra edição, o Esperança time amador se arriscou no torneio profissional pela primeira vez, e todas as equipes eram da cidade de Curitiba.

## Clubes Participantes
| Equipe                      | Cidade   | Região                           | No ano anterior | Estádio | Capacidade | Títulos        | Participações |
| --------------------------- | -------- | -------------------------------- | --------------- | ------- | ---------- | -------------- | ------------- |
| América                     | Curitiba | Região Metropolitana de Curitiba | Quarto Lugar    | --      | --         | 0 (não possui) | 4             |
| Britânia Sport Club         | Curitiba | Região Metropolitana de Curitiba | Campeão         | --      | --         | 2 (1918, 1919) | 6             |
| Coritiba Foot Ball Club     | Curitiba | Região Metropolitana de Curitiba | Vice-Campeão    | --      | --         | 1 (1916)       | 6             |
| Savoia-Água Verde           | Curitiba | Região Metropolitana de Curitiba | Estreante       | --      | --         | 0 (não possui) | 1             |
| Internacional Futebol Clube | Curitiba | Região Metropolitana de Curitiba | Lugar           | --      | --         | 1 (1915)       | 5             |
| Paraná Sport Club           | Curitiba | Região Metropolitana de Curitiba | Lugar           | --      | --         | 0 (não possui) | 3             |
| Esperança Esporte Clube     | Curitiba | Região Metropolitana de Curitiba | Estreante       | --      | --         | 0 (não possui) | 1             |

- 1º Lugar Britânia Sport Club
- 2º Lugar Coritiba Foot Ball Club
- 3º Lugar Savóia-Água Verde
- 4º Lugar Paraná Sport Club
- 5º Lugar Internacional Futebol Clube
- 6º Lugar Esperança Esporte Clube
- 7º Lugar América de Curitiba

## Regulamento
Campeonato com torneio início e dois turnos.

## Campeão
| Campeonato Paranaense de 1920 |
| ----------------------------- |
|                               |
| Britânia Sport Club 3° Título |